# Río Cashpajali
Der Río Cashpajali  ist ein 42 km langer linker Nebenfluss des oberen Río Manú in Südost-Peru in der Region Madre de Dios. Der Flusslauf befindet sich im Westen des Distrikts Fitzcarrald der Provinz Manu.

## Flusslauf
Der Río Cashpajali entspringt an der Nordflanke eines 800 m hohen vorandinen Höhenkamms auf einer Höhe von etwa 550 m. Er fließt anfangs 20 km in Richtung Nordnordwest und durchschneidet dabei bei Flusskilometer 30 einen mehr als 1000 m hohen Höhenkamm. Anschließend durchquert der Fluss eine vorandine Hügellandschaft in nordöstlicher Richtung und mündet schließlich auf einer Höhe von etwa 390 m in den Oberlauf des Río Manú.

## Einzugsgebiet
Der Río Cashpajali entwässert ein Areal von etwa 400 km² am Rande der peruanischen Ostkordillere. Das Einzugsgebiet grenzt im Osten an das des oberstrom gelegenen Río Manú, im Süden an das des Río Manú Chico, im Südwesten an das des Río Camisea sowie im Westen und im Nordwesten an das des Río Mishahua.

## Ökologie
Das Einzugsgebiet des Río Cashpajali liegt im äußersten Westen des Nationalparks Manú.